# Hambawa
Hambawa is een bestuurslaag in het regentschap Gunungsitoli van de provincie Noord-Sumatra, Indonesië. Hambawa telt 1305 inwoners (volkstelling 2010).